# Платон (Айвазидис)
Архимандрит Плато́н Айвази́дис (греч. Πλάτων Αϊβαζίδης или Айвазоглу, Αϊβαζόγλου; 1852, Патмос — 21 сентября 1921, Амасья) — греческий священник и богослов, принявший мученическую смерть и причисленный к лику святых Элладской православной церковью

## Биография
Платон Айвазидис родился на острове Патмос в 1850 году. По завершении обучения в духовной семинарии Патмоса он продолжил своё богословское образование в «Великой школе нации» (Константинополь). Служил последовательно архидиаконом в Константинополе, протосинкеллом митрополий островов Лемнос, Самос и западномакедонского города Касториа.
В Кастории он служил при епископе Германе, видном деятеле Борьбы за Македонию. Музей борьбы за Македонию располагает фотографией, где Платон и Герман в 1904 году служат панихиду над могилой погибшего македономаха (борца за воссоединение Македонии с Грецией) Павлоса Меласа.
Последовав за Германом, после Македонии Платон отправился служить протосинкеллом в понтийской епархии Амасии, с резиденцией в Самсуне. Герман вместе с Платоном с 1908 года активно участвовали в создании греческих школ. Они открыли гимназию, признанную Афинским университетом, и при ней самый большой в Турции гимнастический зал со снарядами, присланными из Афин.
В 1913 году умер Патриарх Иоаким III. Герман был в числе трёх кандидатов, но отступил в пользу старца митрополита Халкидонского Германа.
В 1914 году, будучи в Германии, Герман узнал от Платона и других источников о начавшихся гонениях против его паствы. Ему удалось задействовать родственные связи греческой королевы Софии с германским двором и приостановить гонения. Но через несколько недель после его возвращения началась Первая мировая война.
Турки мобилизовали греков Понта от 20 до 45 лет в «тамбуру орду» (рабочие батальоны), отправляя их во внутренние районы Анатолии, где многие из них погибли от голода и лишений. В 1915 году турки осуществляли геноцид армян, и армянские семьи отдавали своих детей под защиту греческой митрополии, которая, в свою очередь, распределяла их среди греческих семей.
В 1916 году началась депортация греческого населения во внутренние районы Анатолии. Приятельские отношения Германа с маршалом Вехип-пашой, который помнил корректное отношение греков к нему, когда он был пленным в Афинах в 1913 года после битвы при Бизани), приостановили ход депортации, но ненадолго. Ответом на репрессии стала организация греческим населением при поддержке митрополии отрядов самообороны, которые со временем стали насчитывать 20 тыс. бойцов. Герман послал письмо Юденичу, с просьбой продолжить наступление, занять Самсун и спасти христианское население.
Став мишенью для турок, Герман был отправлен в Константинополь, где был посажен в тюрьму, но избежал смерти и был выпущен по ходатайству патриарха. Платон всё это время оставался служить протосинкеллом в митрополии.
По окончании войны Герман вернулся в Самсун. Греческие отряды и выжившие после депортации и репрессий возвращались в свои города и сёла. В 1919 году в Самсун прибыл Мустафа Кемаль (будущий Ататюрк), который пожелал встретиться с Германом, но митрополит проигнорировал его.
В 1920 году, после начала кемалистского движения, Герман активно участвовал в создании фронта оппозиционных Кемалю турок, курдов и черкесов.
В разгар греческого наступления в западной Малой Азии и сразу после взятия города, Герман прибыл в Кютахья (см. Сражение при Афьонкарахисаре-Эскишехире), где предложил греческому генералитету послать один полк морем в регион Понта, чтобы он вместе с местными партизанскими отрядами двинулся в тыл Кемаля, в сторону Анкары. Ответом штабиста-генерала Дусманис, Виктор было «ни одного солдата, тем более что через месяц я буду в Анкаре».
В отсутствие Германа место епископа занял отец Евфимий (Агрителлис), при котором Платон Айвазидис продолжал нести служение протосинкелла. В это время кемалисты продолжали истребление христиан Понта, начатое младотурками (см. Геноцид понтийских греков).
Семидесятилетний Платон (Айвазидис) 8 месяцев находился в тюрьме города Амасья с 69 священниками и старейшинами, но пока исход войны был неясен, турки не решались казнить их. Как только греческая армия отошла от Анкары, все 70 были повешены 21 сентября 1921 года. Одновременно Топал Осман-ага казнил 1500 человек из молодёжи Самсуна.
Протосинкелл Платон Айвазидис был канонизирован Элладской православной церковью. Память Платона и других священников Понта, повешенных вместе с ним, отмечается 21 сентября.